# Матіас Суарес (аргентинський футболіст)
Матіас Суарес (ісп. Matías Suárez, нар. 9 травня 1988, Ла-Фальда) — аргентинський футболіст, нападник клубу «Рівер Плейт».
Чотириразовий чемпіон Бельгії. Чотириразовий володар Суперкубка Бельгії.

## Ігрова кар'єра
Народився 9 травня 1988 року. Вихованець футбольної школи клубу «Уніон Сан-Вісенте».
У дорослому футболі дебютував 2005 року виступами за команду клубу «Бельграно», в якій провів три сезони, взявши участь у 55 матчах чемпіонату. 
До складу клубу «Андерлехт» приєднався 2008 року. Відтоді встиг відіграти за команду з Андерлехта 170 матчів в національному чемпіонаті. За цей час допоміг команді чотири рази здобути титул чемпіонів Бельгії.

## Титули і досягнення
- Чемпіон Бельгії (4):

«Андерлехт»: 2009–10, 2011–12, 2012–13, 2013–14
- Володар Суперкубка Бельгії (4):

«Андерлехт»: 2010, 2012, 2013, 2014
- Переможець Рекопи Південної Америки (1):

«Рівер Плейт»: 2019
- Володар Кубка Аргентини (1):

«Рівер Плейт»: 2019
- Володар Суперкубка Аргентини (1):

«Рівер Плейт»: 2019
- Чемпіон Аргентини (1):

«Рівер Плейт»: 2021
Збірні
- Бронзовий призер Кубка Америки: 2019